# Слов'янська міська територіальна громада
Слов'янська міська громада — територіальна громада в Україні, на території Краматорського району Донецької області. Адміністративний центр – місто Слов'янськ.
Утворена розпорядженням Кабінету Міністрів України від 12 червня 2020 р. № 710-р шляхом приєднання Билбасівської, Мирненської та Андріївської селищних рад Слов'янського району до Слов'янської міської ради обласного значення.
25 жовтня 2020 року в громаді пройшли перші місцеві вибори.
Відповідно до Закону України «Про внесення змін до Закону України „Про добровільне об'єднання територіальних громад“ щодо добровільного приєднання територіальних громад сіл, селищ до територіальних громад міст республіканського Автономної Республіки Крим, обласного значення» громади, утворені внаслідок приєднання суміжних громад до міст обласного значення, визнаються спроможними і не потребують проведення виборів.

## Населені пункти
До складу громади входять 5 населених пунктів: 

#### Міста:
- Слов'янськ;

#### Селища міського типу:
- Билбасівка;
- Суханівка;

#### Селища:
- Мирне;

#### Села:
- Торець.

## Загальна інформація
Кількість рад, що об'єдналися: 4.
Площа територіальної громади: 119,4 км²
Чисельність населення громади: 158257.

## Самоврядування
Представницьким органом місцевого самоврядування є Слов'янська міська рада.
Головою міської громади на місцевих виборах 25 жовтня 2020 року обрано чинного міського голову Вадима Ляха.
26 травня 2021 року Президент України Володимир Зеленський підписав указ «Про утворення військово-цивільної адміністрації». У результаті чого була утворена Слов’янська міська військово-цивільна адміністрація Краматорського району Донецької області.
4 серпня 2021 року наказом голови обласної державної адміністрації №71/7-21-рк Вадим Лях призначений головою військово-цивільної адміністрації.
30 березня 2022 року указом Президента України через повномасштабне вторгнення Російської Федерації в Україну було утворено Слов‘янську міську військову адміністрацію, замість військово-цивільної.